# Thiền viện Trúc Lâm Giác Tâm

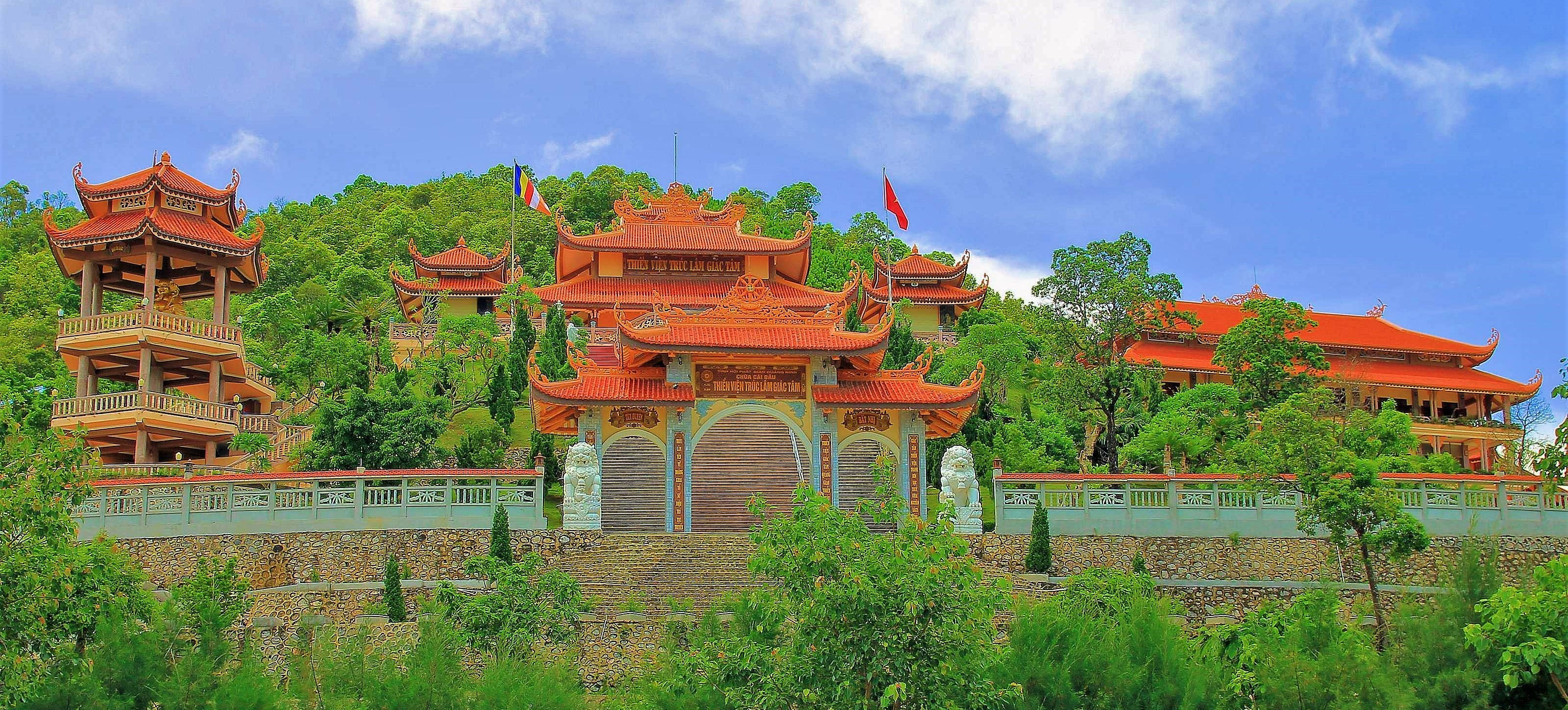
Thiền Viện Trúc Lâm Giác Tâm

Thiền Viện Trúc Lâm Giác Tâm còn gọi là chùa Cái Bầu thuộc thôn 1, xã Hạ Long, huyện Vân Đồn, tỉnh Quảng Ninh, cách trung tâm tỉnh khoảng 65 cây số. Thiền viện Giác Tâm là thiền viện Ni trong tông môn. Thiền Viện nằm rất xa khu dân cư, tựa lưng vào núi, hướng mặt ra vịnh Bái Tử Long. Thiền Viện cách trung tâm thị trấn Cái Rồng (Vân Đồn) khoảng 10 km, gần khu du lịch Bãi Dài.

## Lịch sử

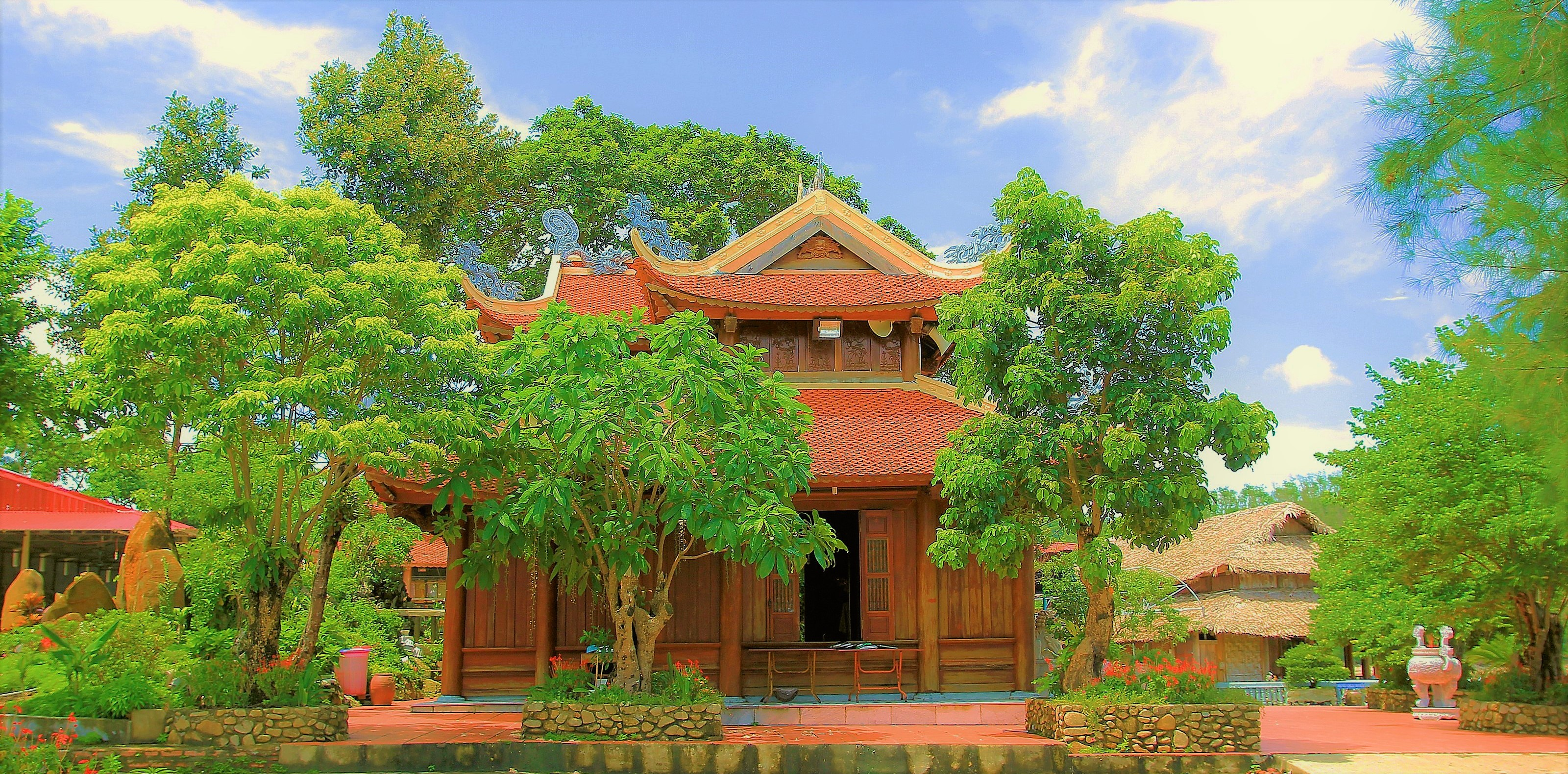
Tầng dưới cùng của Thiền Viện

Thiền viện Trúc lâm Giác Tâm được xây dựng trên nền chùa Phúc Linh Tự (có từ thời Trần cách đây hơn 700 năm). Thiền viện vừa được khánh thành ngày 29-10-Kỷ Sửu (ngày 15 tháng 12 năm 2009), thời gian xây dựng kéo dài gần 2 năm. Thiền viện được khánh thành khang trang với tổng kinh phí xây dựng 24 tỷ đồng bằng nguồn vốn huy động xã hội hoá.

## Kiến trúc
Thiền viện Trúc lâm Giác Tâm được xây dựng trên tổng diện tích 20 ha. Thiền viện đã hoàn thiện giai đoạn một bao gồm: Thiền viện - Chánh điện, cổng tam quan, nhà tổ, lầu chuông, nhà khách chư tăng- chư ni, bến bãi đỗ xe. Chánh điện có tổng diện tích 6.000 m², gồm hai tầng; tầng trên đặt tượng Phật Thích Ca Mâu Ni. Tầng dưới là nhà tổ, thờ các chư vị tổ sư: Bồ Đề Đạt Ma khai sinh ra thiền phái Trúc Lâm, ba vị Phật hoàng Trần Nhân Tông, Pháp Loa đại sư và Huyền Quang đại sư có công phát triển và duy trì thiền phái Trúc Lâm tại Việt Nam
Trong thời gian tới, Thiền viện Giác Tâm sẽ tiếp tục triển khai đầu tư xây dựng giai đoạn hai bao gồm các hạng mục như: Thất đường trụ trì, thất chuyên tu, thiền đường, nhà trưng bày trai đường và dựng một tượng Phật cao 50 m trên đỉnh núi sau Thiền Viện.

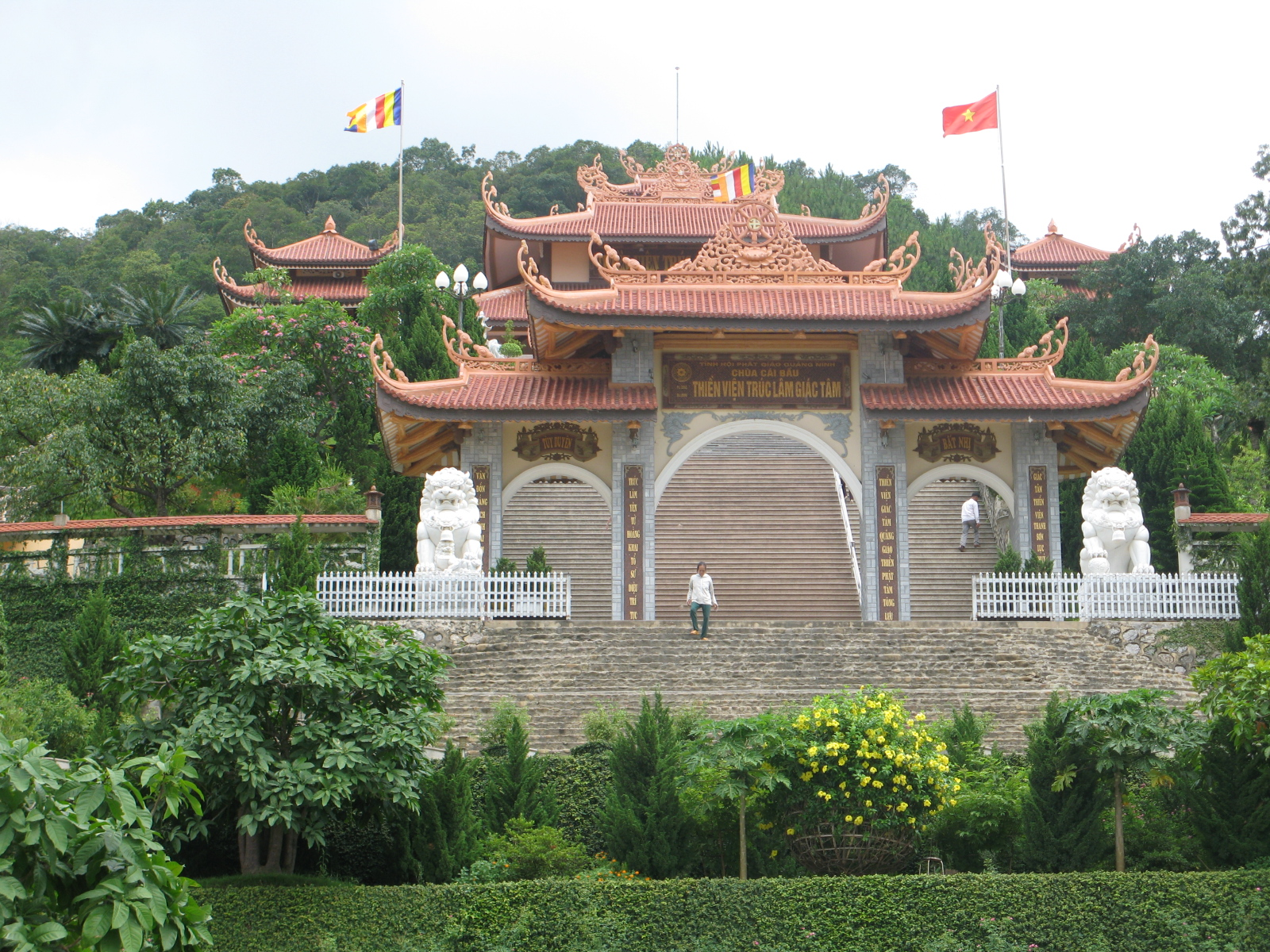
Cổng tam quan vào Thiền viện
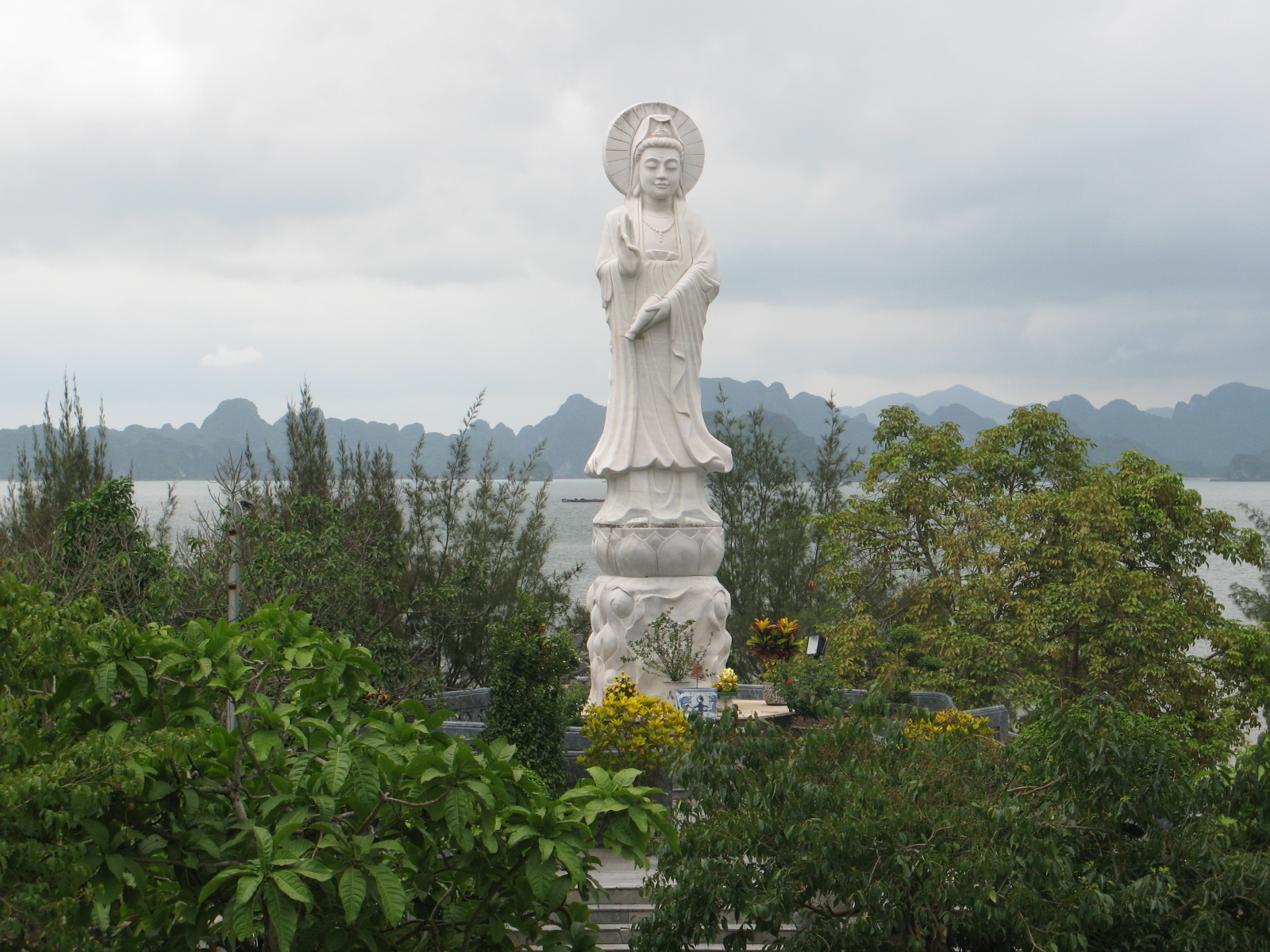
Tượng Quan âm bồ tát trước cửa Thiền Viên
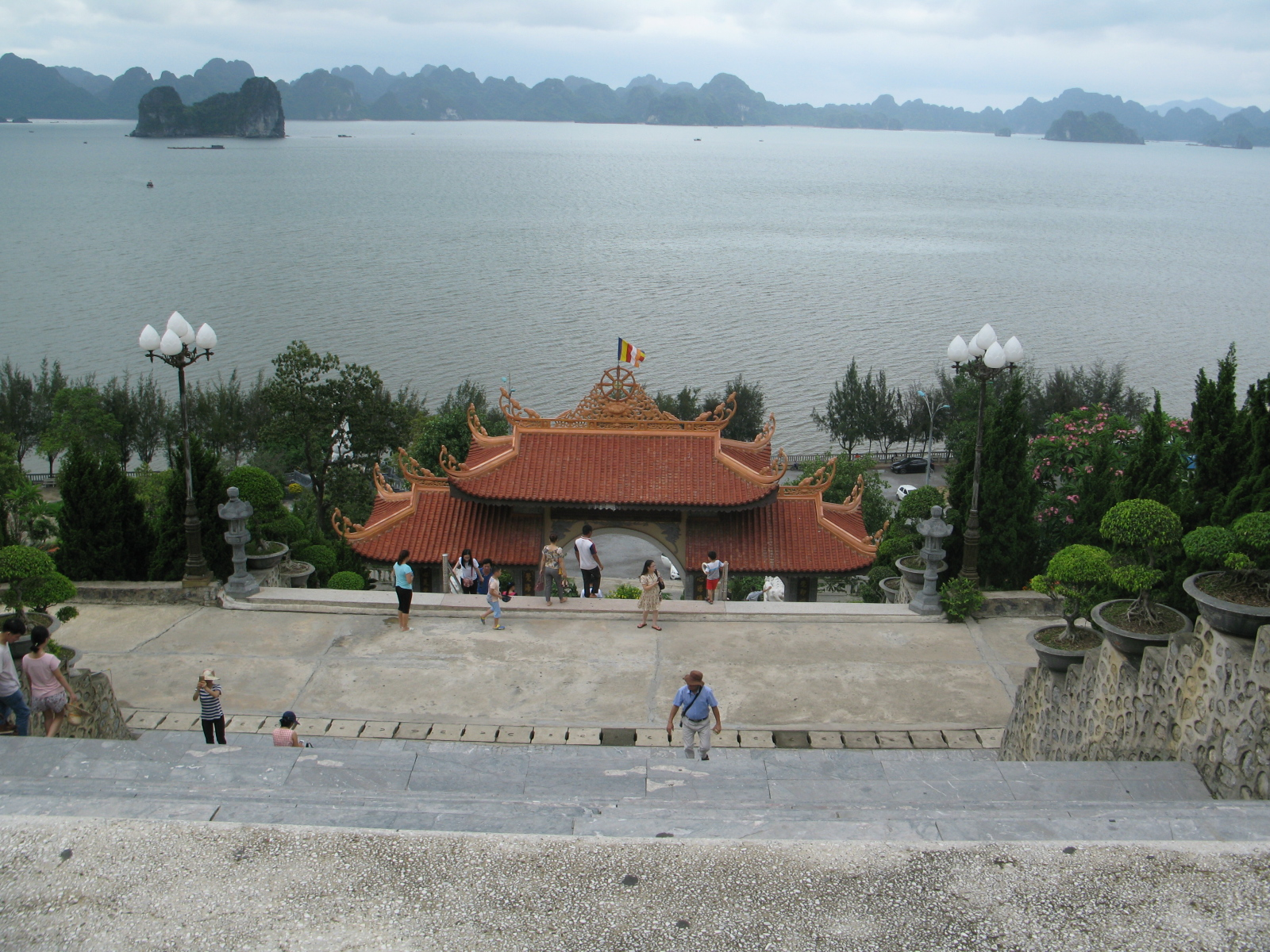
Từ Thiền viện nhìn xuống Vịnh Bái tử long
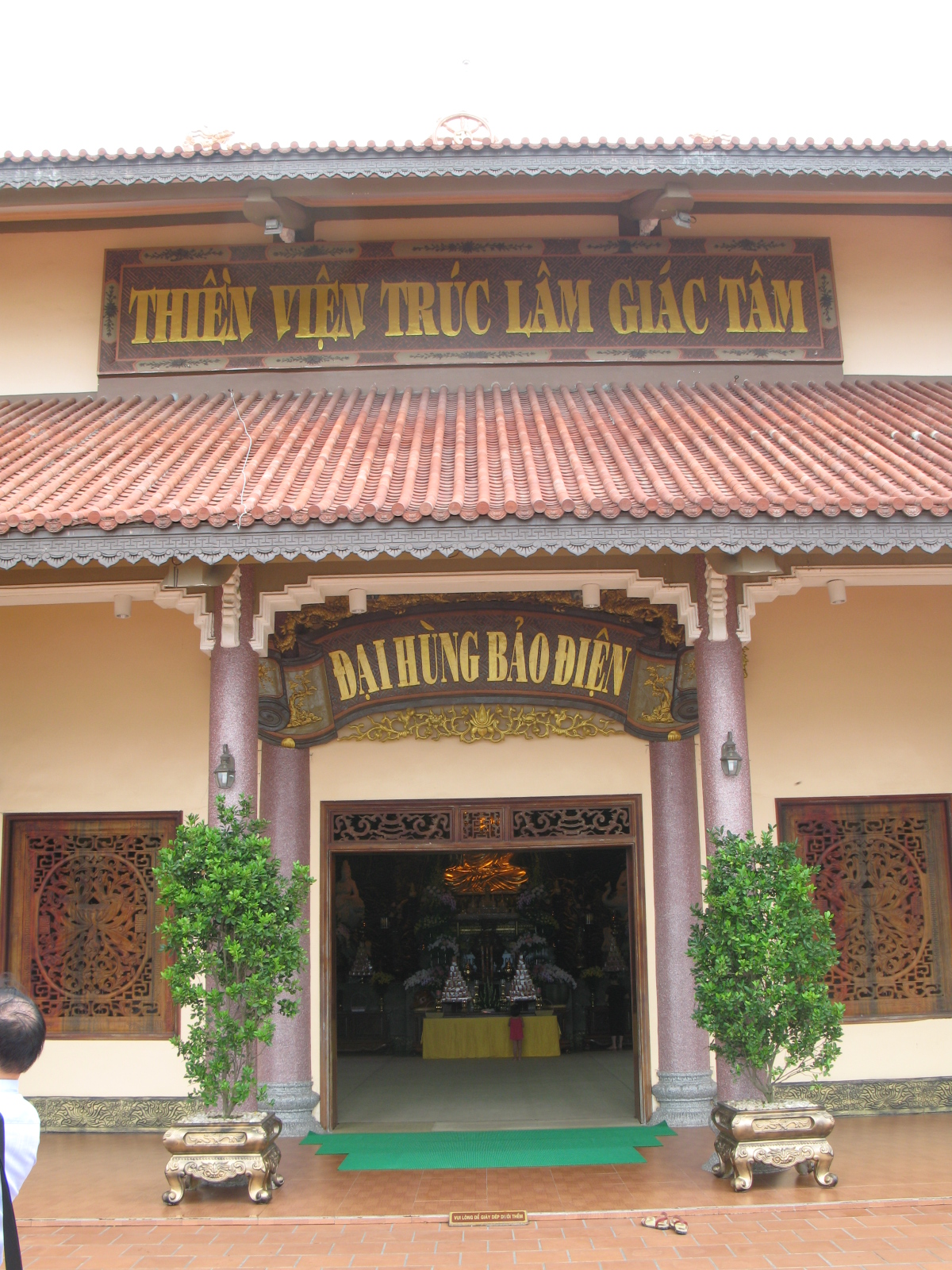
Cửa vào Đại hùng bảo điện
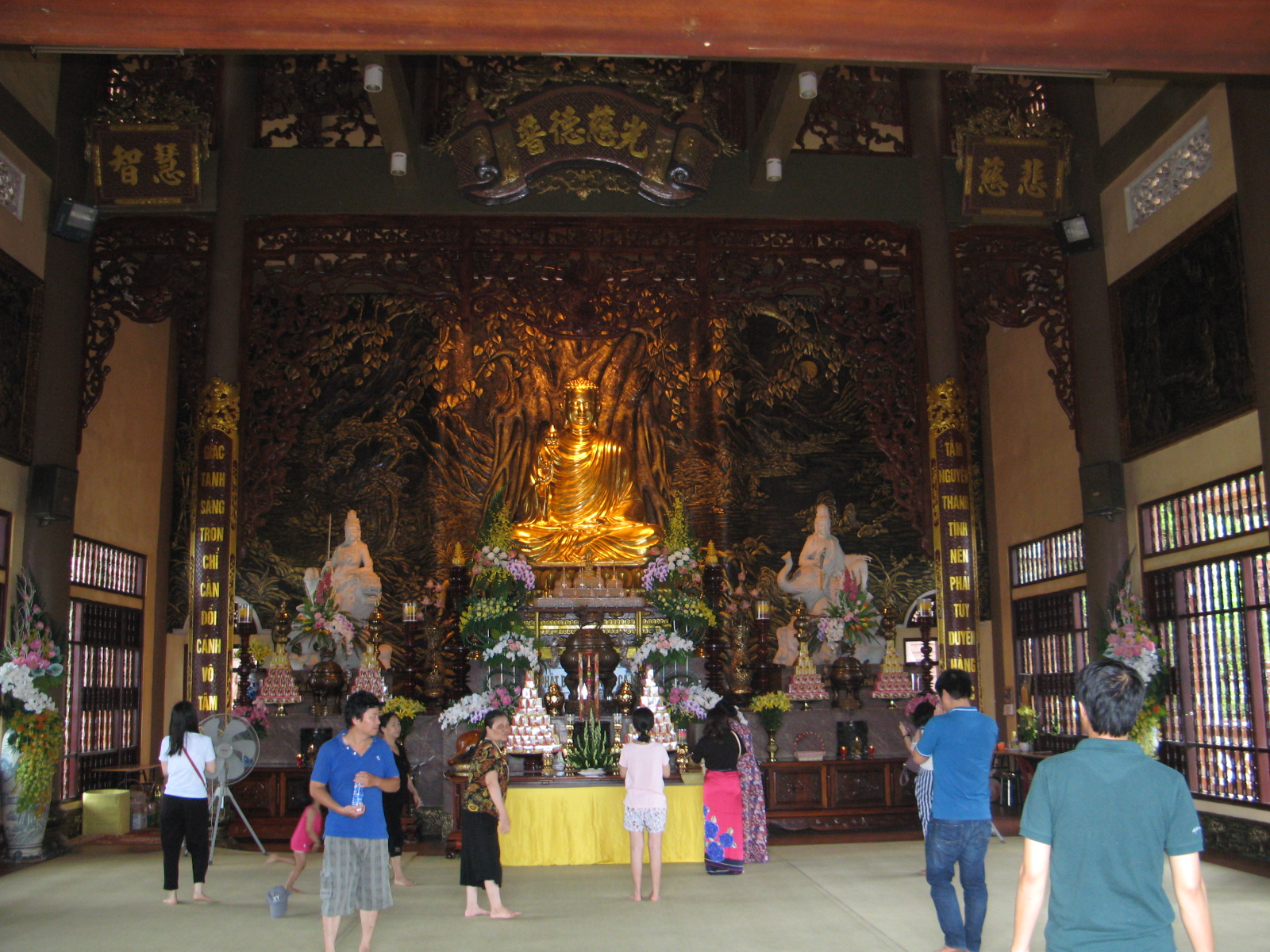
Bên trong Đại hùng bảo điện
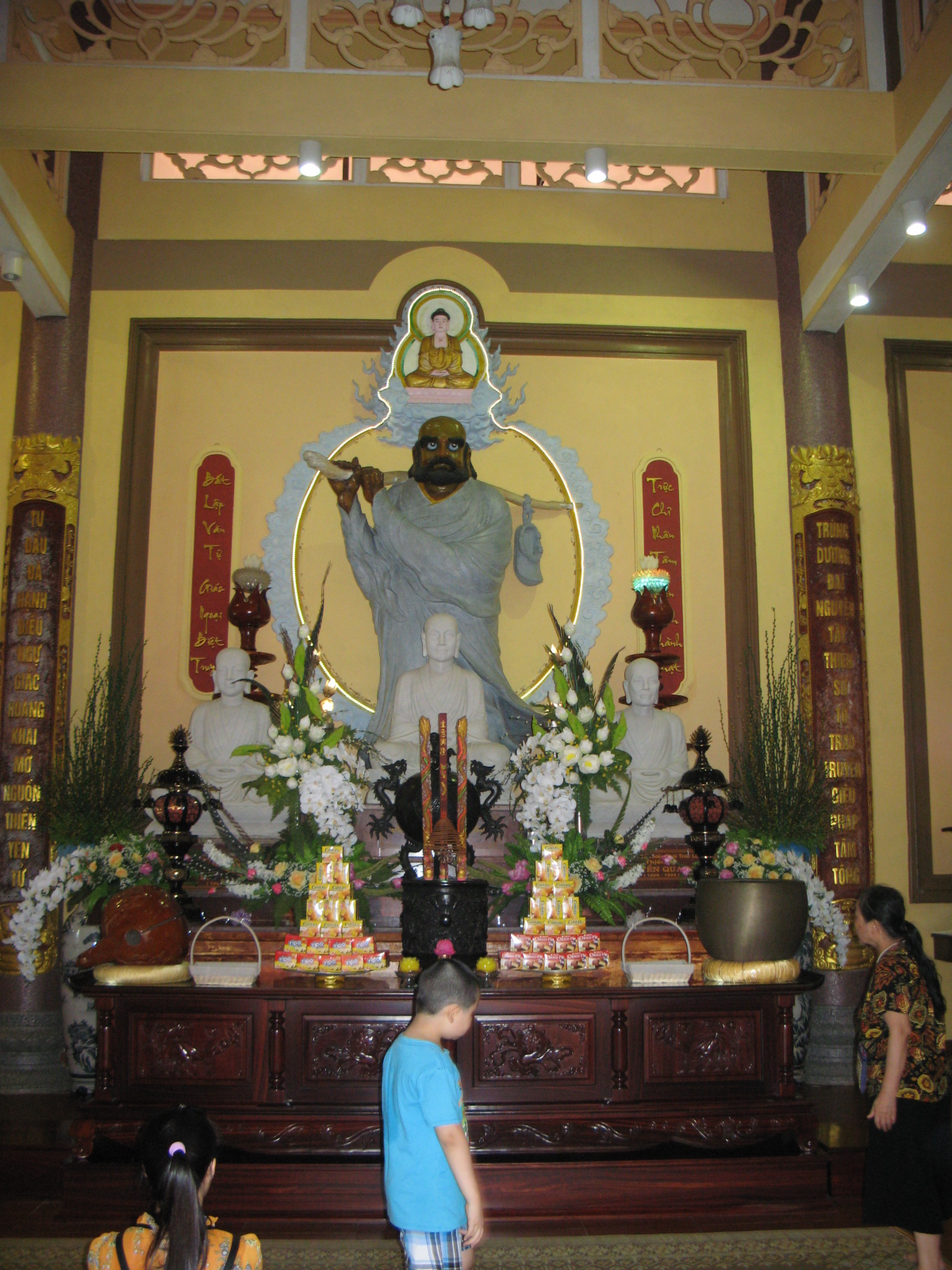
Điện thờ trong Thiền viện
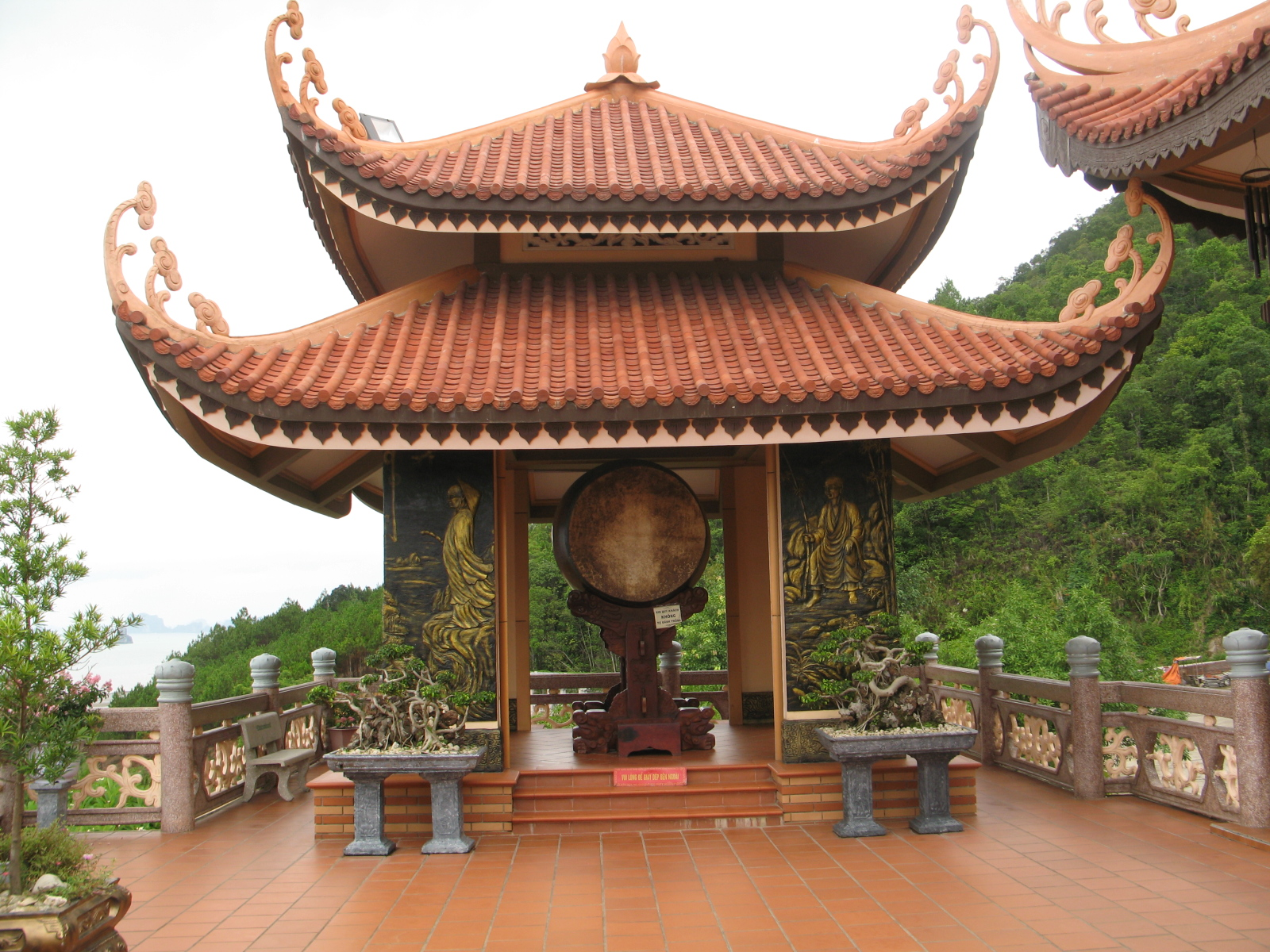
Gác trống
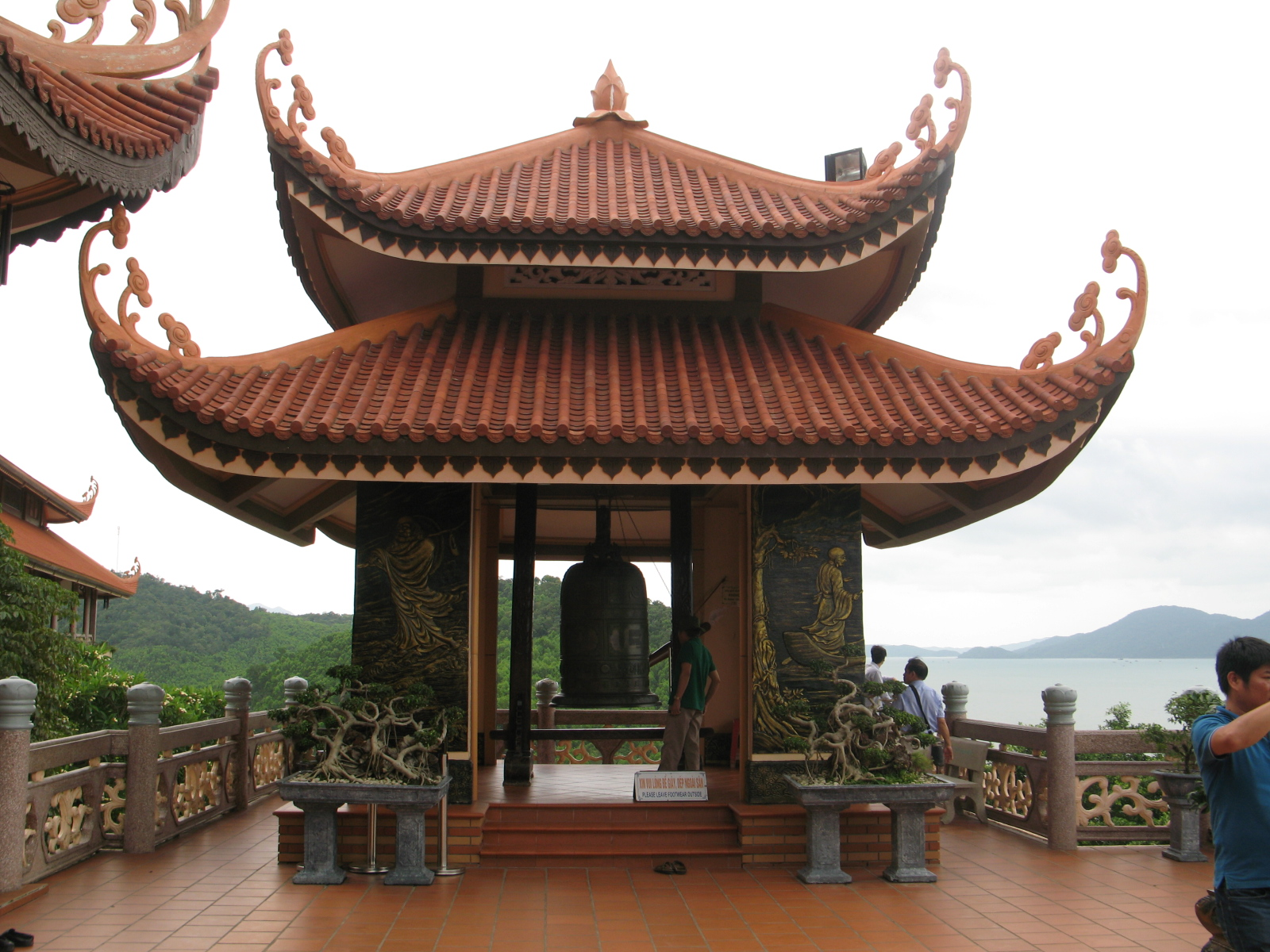
Gác chuông
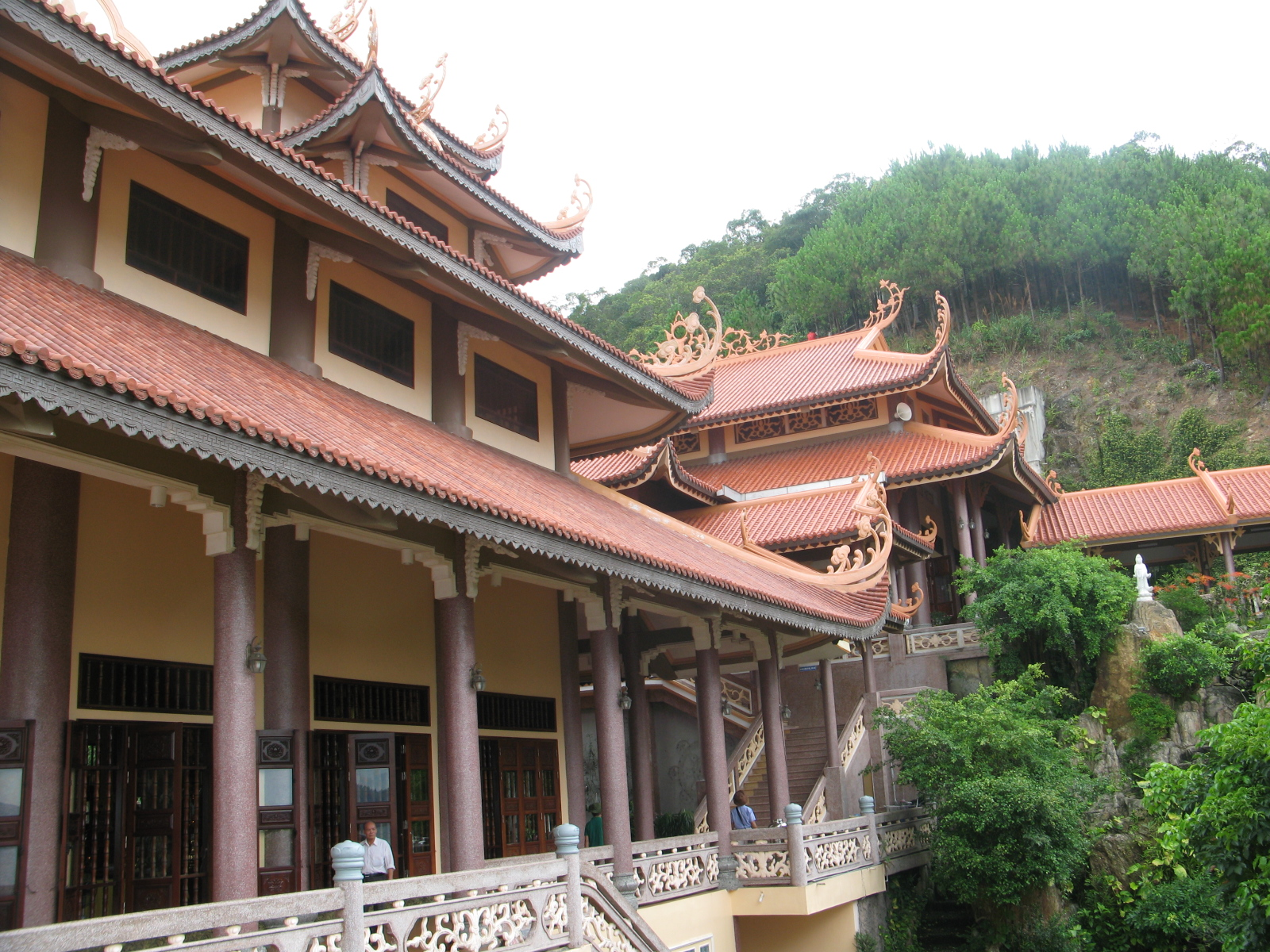
Khu nhà chính của Thiền Viện
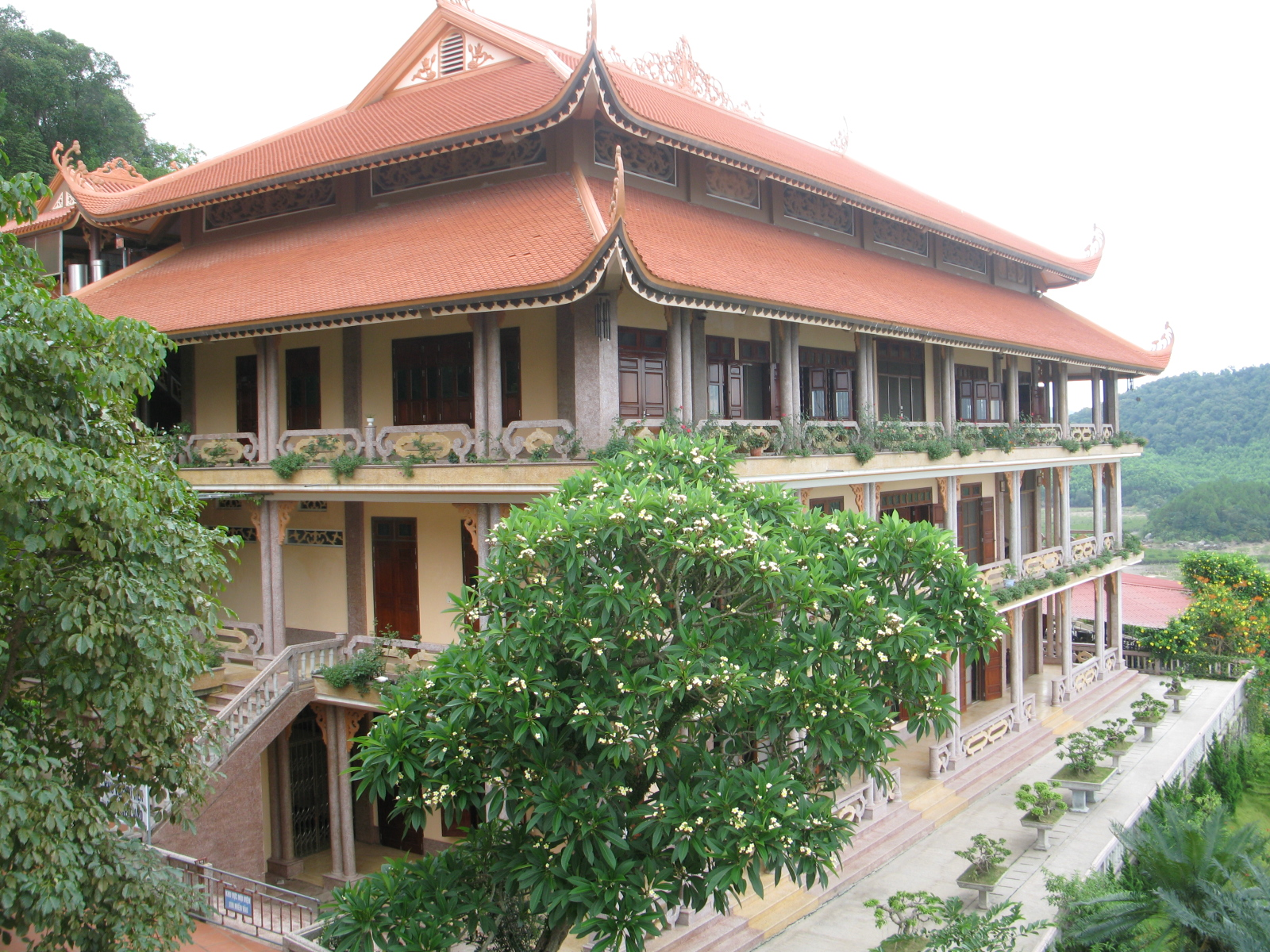
Khu bên trái Thiền viện dành cho tăng ni
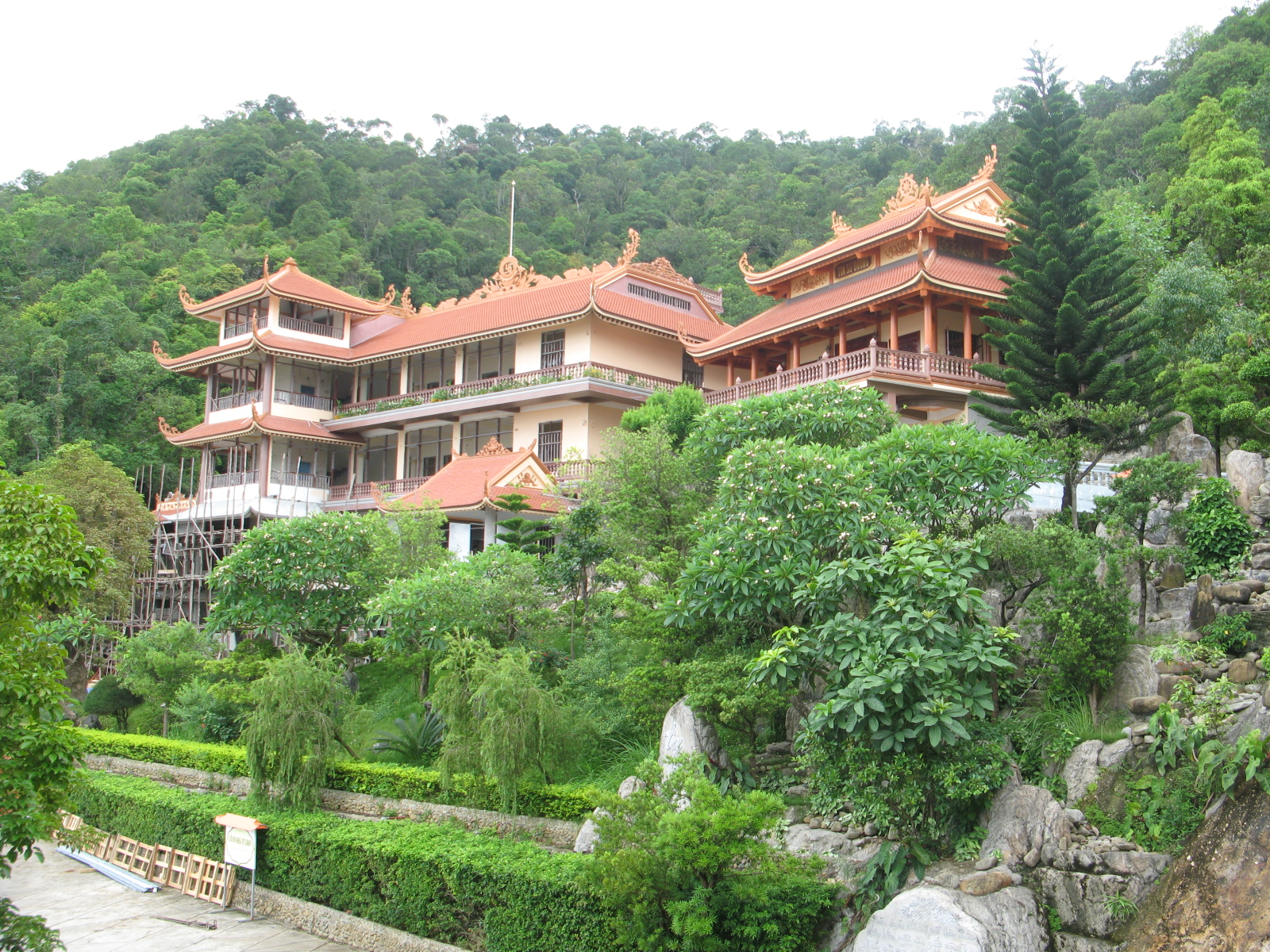
Khu bên phải Thiền Viện